# Jonathan Leunbach
Jonathan Høegh von Leunbach, né le 16 décembre 1884, décédé le 24 septembre 1955, est un médecin danois.
Pendant l'entre deux guerres, il a aidé significativement les femmes aux revenus modestes dans le domaine de l'éducation sexuelle, du contrôle des naissances et de l'avortement.
En tant que socialiste, il était favorables aux idées politiques sexuelles du psychiatre et psychanalyste austro-hongrois, Wilhelm Reich.

## Œuvres
- (en) Hertha Pataky Riese, Jonathan Høegh Leunbach et World League for Sexual Reform, Sexual reform congress : Copenhagen 1.-5.:VII:1928, Copenhagen ; Leipzig, Levin & Munksgaard ; G. Thieme, 1929 (OCLC 909842399)
- (en) Jonathan Høegh von Leunbach (trad. Jonathan Høegh von Leunbach), Birth Control, Abortion and Sterilization, London, Kegan Paul & Co., 1930
- (da) Jonathan Høegh von Leunbach, Bornebegrænsning uden kunstige Midler, Køberhavn, 1935